# Марсельська вулиця
Марсельська вулиця — вулиця в місті Одеса, розташована в Пересипському районі. Пролягає від вулиці Жоліо-Кюрі до вулиці Академіка Сахарова. Для вулиці Марсельської властива нетипова нумерація будинків. Так, нумерація починається від просп. Князя Володимира Великого і йде в бік залізниці та вулиці Жоліо-Кюрі. Натомість нумерація досягає будинку «Марсельська, 22», після чого продовжується в інший бік від того ж проспекту.

## Історія
Вулиця знаходиться в старій частині так званого селища Котовського, яка почала забудовуватись ще у 1960 році. Первинною назвою була Бульварна вулиця — тут було засновано єдину зелену зону нового району, Зоряний сквер (тепер — парк ім. Добровольського). 5 травня 1972 року Одеса підписала партнерську угоду із французьким портовим містом Марсель, в честь чого вулиці у новому районі міста назвали на честь міста-побратима.
Вулиця перетинає такі вулиці, як Орловська, 23-та, 24-та лінії, вулиці Бахмутська, проспект Князя Володимира Великого, вулиці Героїв оборони Одеси, Капітана Кузнєцова, Керченська, Маріупольська, 40-річчя оборони Одеси та Семена Палія. Та сходи до Віденської вулиці.

## Галерея

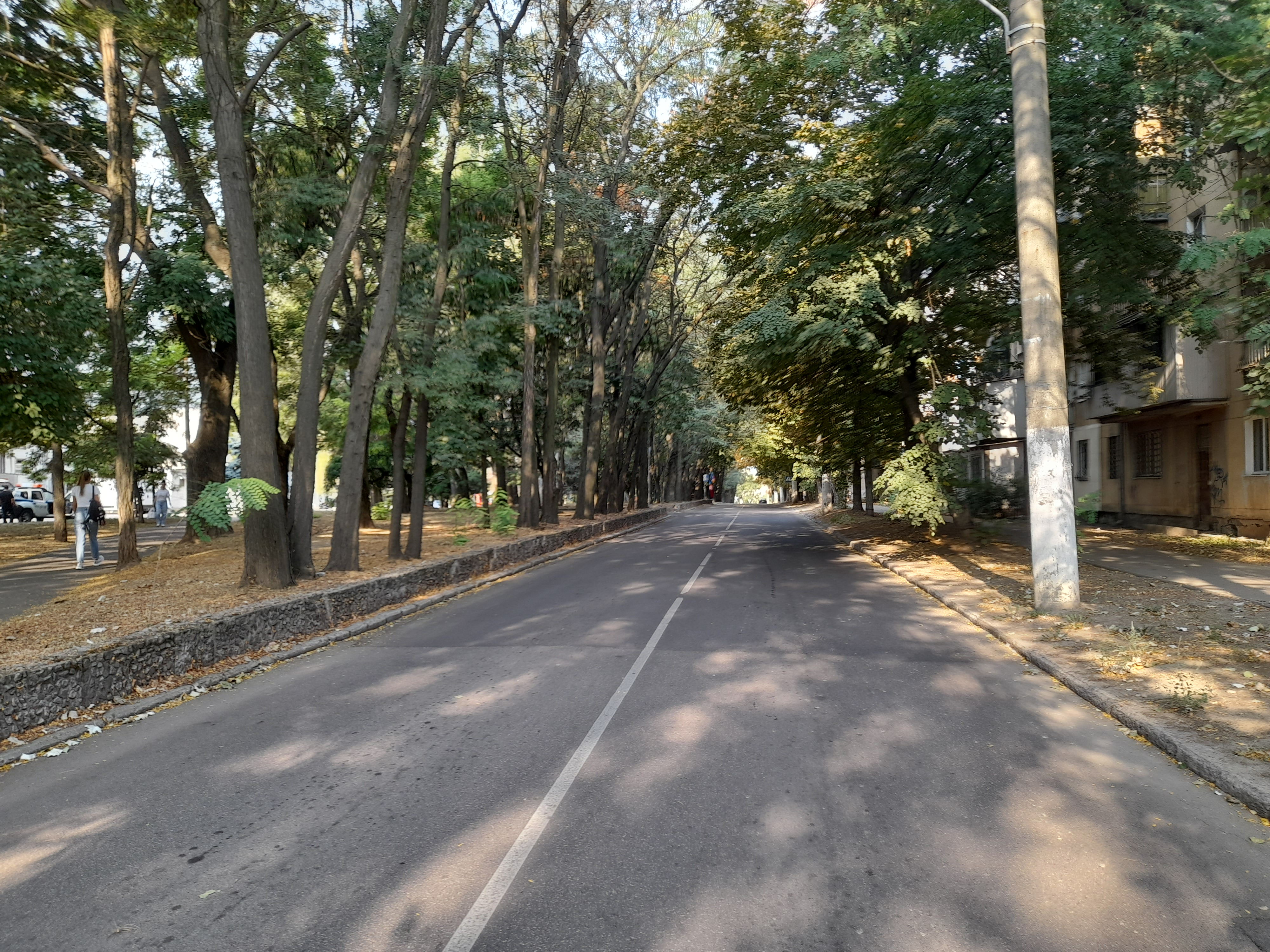
Вулиця вздовж парку Добровольського
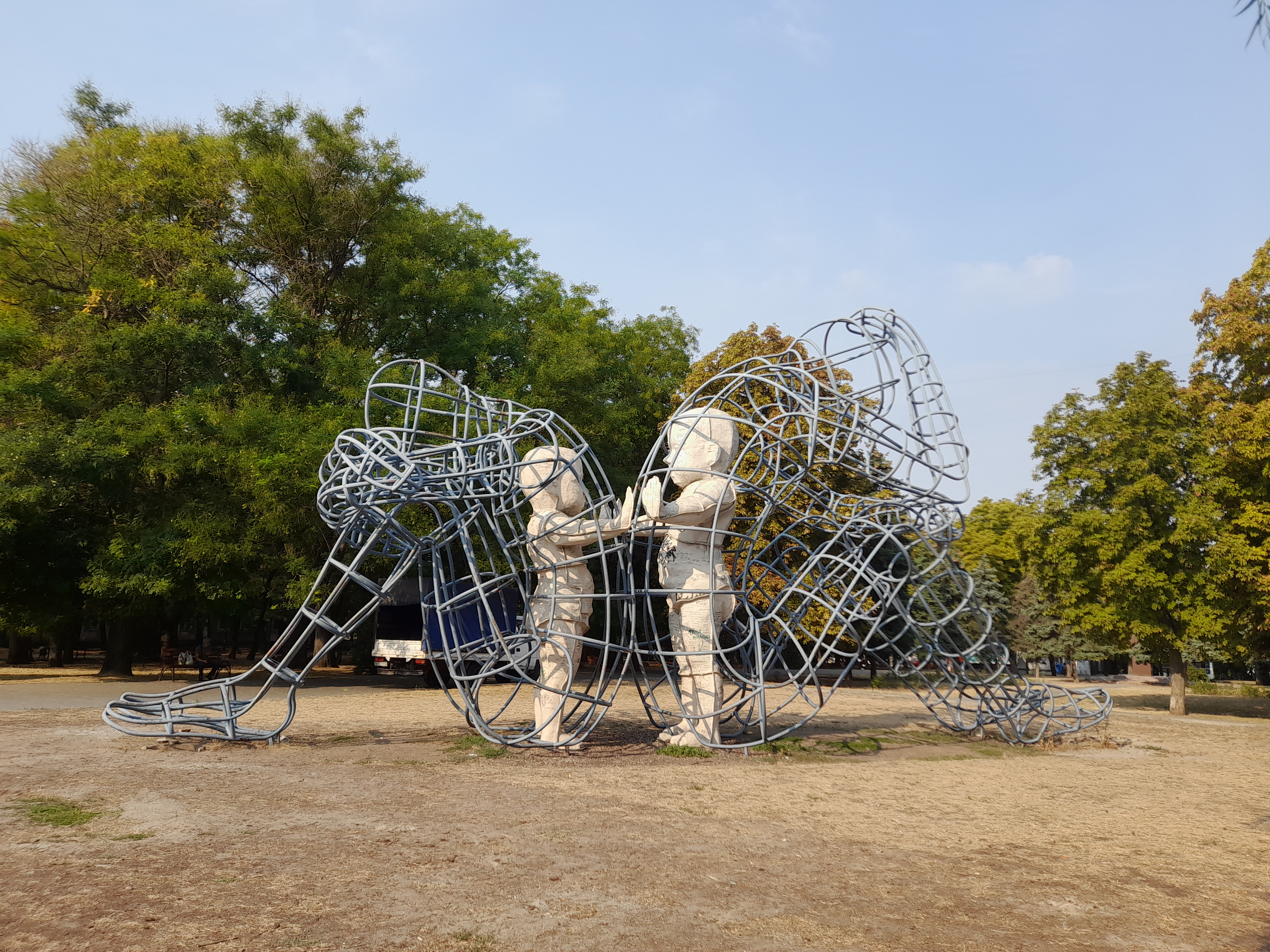
Арт-об'єкт в парку Добровольського
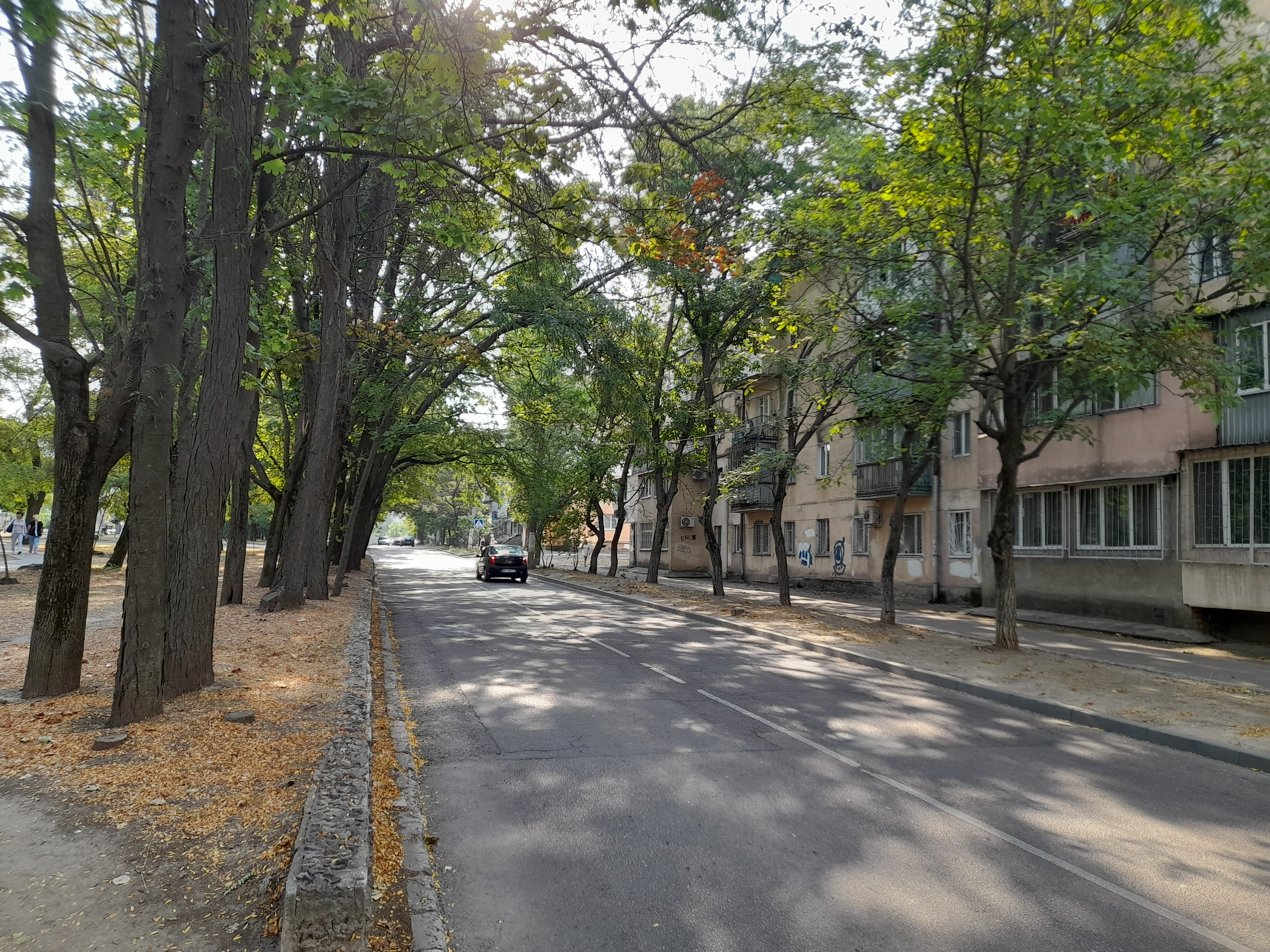
Вулиця вздовж парку Добровольського
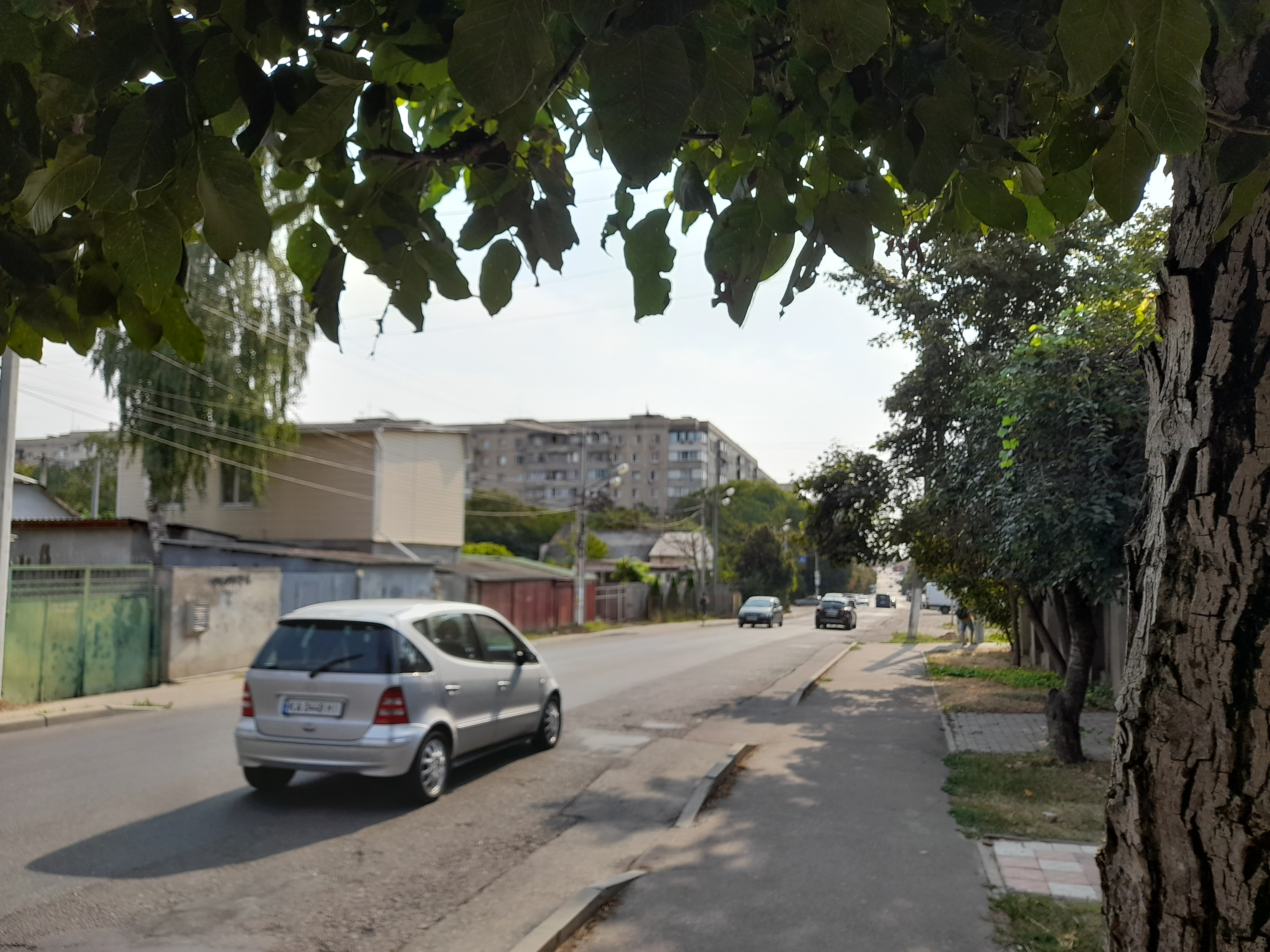
Приватна забудова вулиці
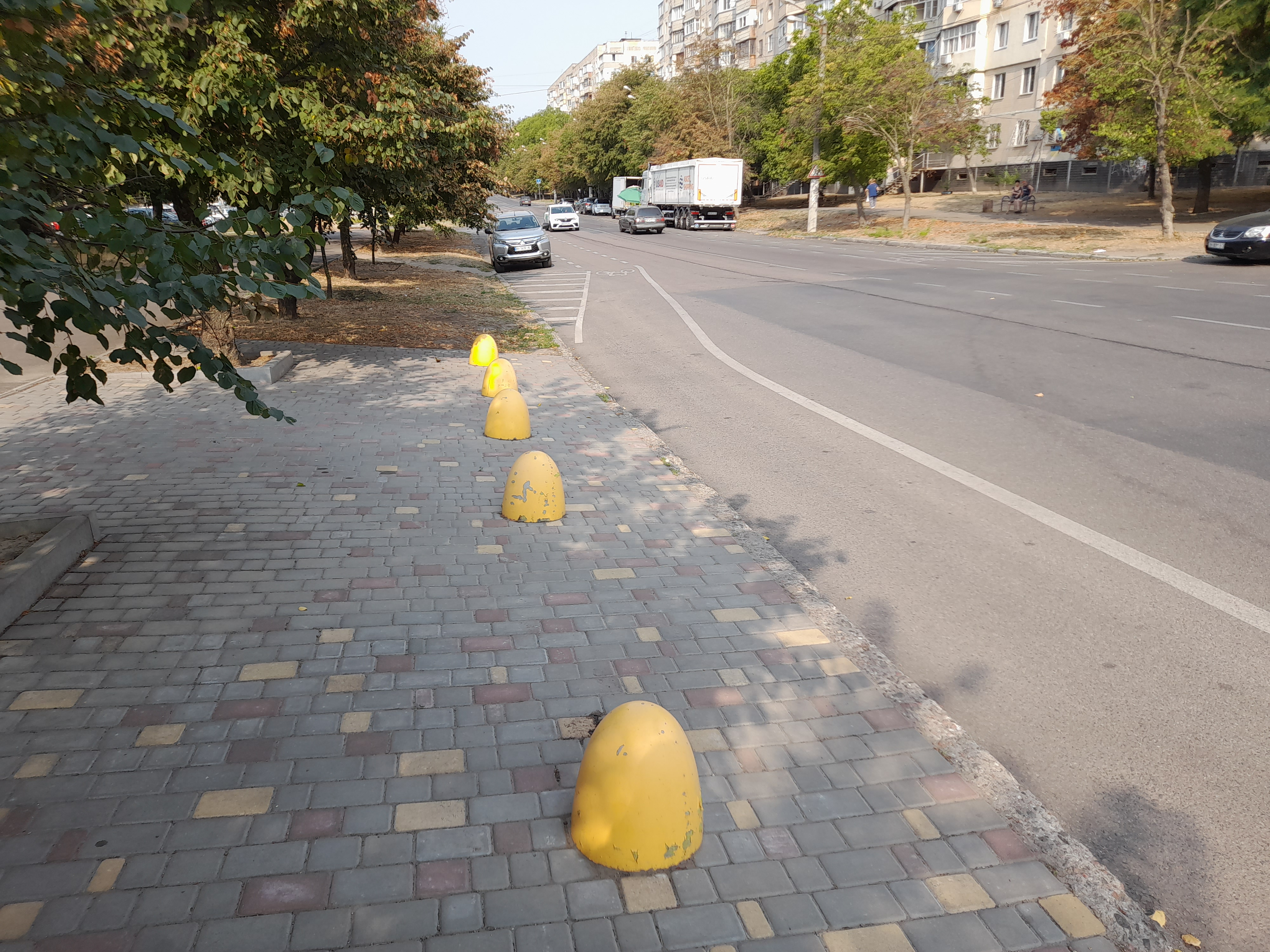
Вулична інфраструктура